# 하이난멧토끼
하이난멧토끼(Lepus hainanus)는 토끼과에 속하는 포유류의 일종이다. 중국 하이난섬의 토착종이다.

## 특징
몸통 길이가 45cm 이하이고 몸무게는 최대 약 1.5kg이다. 전체적인 모습은 작다. 작고 둥근 머리와 큰 눈을 갖고 있다. 등과 다리는 짙은 갈색이고 흰색과 검은색이 뒷쪽으로 갈수록 회색빛으로 변하며, 옆구리는 누르스름한 색조를 띠는 반면에 배쪽은 희끄무레한 색을 띤다.

## 생태
주로 홀로 생활하는 독거형 동물로 해가 진 이후나 밤 시간 동안에 활동적인 반면에 낮 동안에는 덤불 속에서 쉰다. 하지만 땅을 파지는 않는다. 위험한 상황이 되면 눈에 띄지 않도록 얼어붙은 듯이 공격자로부터 너무 가까워질 때까지 철저히 가만히 있는다. 결정적으로 가까워지면 특징적인 지그재그 궤적을 가지고 뛰쳐나가 공격자가 어리둥절하게 만들고 울창한 초목 속이나 일부 바위 틈새에 피신한다.
초식동물로 주로 잎이나 풀, 새싹을 먹지만 열매나 나무껍질을 싫어하지는 않는다. 대체로 어떤 식물이라도 갉아 먹을 수 있는 튼튼한 이빨을 갖고 있다. 다른 모든 토끼류처럼 하이난멧토끼 또한 음식에서 최대한 많은 양의 영양분을 추출하기 위해 자기 배설물의 일부를 먹는 식분증 동물이다.
번식에 대해서는 지금까지 많은 연구가 이루어지지 않았지만 숲멧토끼와 유사한 것으로 추정된다.

## 분포 및 서식지
중국 남동부 하이난섬의 토착종이다. 한때 섬 북쪽과 동쪽, 남쪽에 조금 널리 분포했지만 현재는 보호 지역 안에서만 살고 있다. 서식지는 덤불과 드문드문 나무가 덮인 편평하고 구릉 지대로 이루어져 있다. 대신에 습윤 서식지나 산악 지대는 피하는 경향이 있다.